# Phyllocnistis iodocella
Phyllocnistis iodocella là một loài bướm đêm thuộc họ Gracillariidae. Loài này có ở New South Wales.
Sải cánh dài khoảng 5 mm. Con lớn có cánh màu trắng với các chấm nâu trên mỗi cánh trước và tua lớn ở phía sau mỗi cánh sau.